# أنيتا ويلسون
أنيتا ويلسون (بالإنجليزية: Anita Wilson)‏ هي موسيقية ومغنية وكاتبة غنائية ومنتجة أسطوانات أمريكية، ولدت في 19 يونيو 1976 في سانت لويس الشرقية ‏ في الولايات المتحدة.

## وصلات خارجية
- الموقع الرسمي
- أنيتا ويلسون على موقع ميوزك برينز (الإنجليزية)
- أنيتا ويلسون على موقع ديسكوغز (الإنجليزية)
- أنيتا ويلسون على موقع ديسكوغز (الإنجليزية)